# Spitzhörnchenbeutler

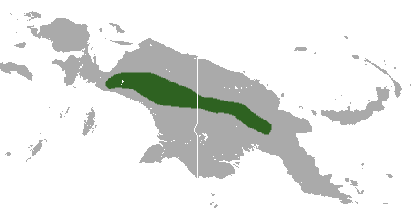
Verbreitungskarte des Spitzhörnchenbeutlers

Der Spitzhörnchenbeutler, verdeutlichend auch Neuguinea-Spitzhörnchenbeutler genannt (Neophascogale lorentzi) ist eine Beuteltierart aus der Familie der Raubbeutler (Dasyuridae). Sie ist in den westlichen und mittleren Regionen Neuguineas beheimatet.
Wie der Name schon andeutet, erinnert die Art mit der langen, spitzen Schnauze an ein Spitzhörnchen. Ihr langes, weiches Fell ist rötlich oder rotbraun gefärbt und mit weißen Haaren durchsetzt, auch die Rückseite der Ohren und die Schwanzspitze sind weiß. Die Art erreicht eine Kopfrumpflänge von 17 bis 23 Zentimeter, der Schwanz wird ebenso lang wie der Körper.
Über die Lebensweise der Spitzhörnchenbeutler ist wenig bekannt. Ihr Lebensraum sind Regenwälder in Neuguinea zwischen 1500 und 3400 Meter Höhe. Sie verbringen die meiste Zeit auf Bäumen, wofür sie mit langen Krallen und großen Ballen an den Fußsohlen gut angepasst sind. Sie dürften zumindest teilweise tagaktiv sein und sich hauptsächlich von Insekten, eventuell auch von kleinen Wirbeltieren ernähren.
Die IUCN führt die Art als nicht gefährdet.